# Anakin Skywalker
Anakin Skywalker (Tatooine, 41 ABY - Estrella de la Muerte, 4 DBY), más tarde Darth Vader, es el personaje central de la famosa saga de Star Wars del director George Lucas. La saga se centra en su conocimiento de la Fuerza, su caída al lado Oscuro y, finalmente, su redención y muerte. En las tres primeras películas de la saga hace su aparición como el antihéroe principal, Darth Vader (interpretado por Hayden Christensen, David Prowse con la voz de James Earl Jones), y al final en Star Wars: Episodio VI - El retorno del Jedi es personificado con el actor Sebastian Shaw cuando se retira la máscara. En la trilogía precuela, es interpretado por el actor Jake Lloyd como un niño de 9 años en el Episodio I: La amenaza fantasma y por Hayden Christensen en el Episodio II: El ataque de los clones y en el Episodio III: La venganza de los Sith, así como también en la series de Disney+ Obi-Wan Kenobi y Ahsoka.
En un principio Anakin fue un Caballero Jedi al servicio de la República que fue corrompido por Darth Sidious. Es el padre de Luke Skywalker y de la princesa Leia. Hasta su caída en desgracia, Anakin fue un gran guerrero y un hombre divertido y simpático, aunque ya mostraba frecuentes ataques de ira y arrogancia, que le acabarían conduciendo al Lado oscuro. Fue un gran héroe de guerra, combatiendo por la República en las Guerras Clon. Sus andanzas en dicha guerra pueden ser vistas en la serie de televisión The Clone Wars.

Obi-Wan que la Fuerza lo acompañe
Anakin Skywalker a Obi-Wan Kenobi en La venganza de los Sith

## Historia
Un personaje llamado "Anakin Skywalker" aparece en uno de los primeros borradores de Star Wars ocupando un rol muy similar al de Luke Skywalker, un muchacho de 16 años hijo del respetado guerrero. Para The Phantom Menace, George Lucas cambió la edad del joven Anakin de 16 a 9 años con la finalidad de hacer que el personaje estuviera más ligado a su madre.

### Descendencia
|  |  |                  |                  |                  |                  |                  |                  |  |  |  |  |  |  |               |               |               |               |               |               |          |  |  |  |  |  |          |          |          |          |          |          |  |  |  |  |  |  |  |  |  |  |  |  |
|  |  | Anakin Skywalker | Anakin Skywalker | Anakin Skywalker | Anakin Skywalker | Anakin Skywalker | Anakin Skywalker |  |  |  |  |  |  | Padmé Amidala | Padmé Amidala | Padmé Amidala | Padmé Amidala | Padmé Amidala | Padmé Amidala |          |  |  |  |  |  |          |          |          |          |          |          |  |  |  |  |  |  |  |  |  |  |  |  |
|  |  | Anakin Skywalker | Anakin Skywalker | Anakin Skywalker | Anakin Skywalker | Anakin Skywalker | Anakin Skywalker |  |  |  |  |  |  | Padmé Amidala | Padmé Amidala | Padmé Amidala | Padmé Amidala | Padmé Amidala | Padmé Amidala |          |  |  |  |  |  |          |          |          |          |          |          |  |  |  |  |  |  |  |  |  |  |  |  |
|  |  |                  |                  |                  |                  |                  |                  |  |  |  |  |  |  |               |               |               |               |               |               |          |  |  |  |  |  |          |          |          |          |          |          |  |  |  |  |  |  |  |  |  |  |  |  |
|  |  |                  |                  |                  |                  |                  |                  |  |  |  |  |  |  |               |               |               |               |               |               |          |  |  |  |  |  |          |          |          |          |          |          |  |  |  |  |  |  |  |  |  |  |  |  |
|  |  | Luke Skywalker   | Luke Skywalker   | Luke Skywalker   | Luke Skywalker   | Luke Skywalker   | Luke Skywalker   |  |  |  |  |  |  | Leia Organa   | Leia Organa   | Leia Organa   | Leia Organa   | Leia Organa   | Leia Organa   |          |  |  |  |  |  | Han Solo | Han Solo | Han Solo | Han Solo | Han Solo | Han Solo |  |  |  |  |  |  |  |  |  |  |  |  |
|  |  | Luke Skywalker   | Luke Skywalker   | Luke Skywalker   | Luke Skywalker   | Luke Skywalker   | Luke Skywalker   |  |  |  |  |  |  | Leia Organa   | Leia Organa   | Leia Organa   | Leia Organa   | Leia Organa   | Leia Organa   |          |  |  |  |  |  | Han Solo | Han Solo | Han Solo | Han Solo | Han Solo | Han Solo |  |  |  |  |  |  |  |  |  |  |  |  |
|  |  |                  |                  |                  |                  |                  |                  |  |  |  |  |  |  |               |               |               |               |               |               |          |  |  |  |  |  |          |          |          |          |          |          |  |  |  |  |  |  |  |  |  |  |  |  |
|  |  |                  |                  |                  |                  |                  |                  |  |  |  |  |  |  |               |               |               |               |               |               | Ben Solo |  |  |  |  |  |          |          |          |          |          |          |  |  |  |  |  |  |  |  |  |  |  |  |

## Creación y conceptos
La imagen de Darth Vader fue creada cuando el artista conceptual Ralph McQuarrie dibujó la primera escena donde Vader y sus Stormtroopers abordan la nave rebelde. En un principio se había imaginado que Darth Vader podría volar por el espacio para entrar en la nave, necesitando un traje y una máscara para respirar.
El famoso sonido de la respiración del personaje fue creada por el Ingeniero de Sonido Ben Burtt, quien creó el sonido grabándose a sí mismo respirando en un "snorkel".
El traje de Vader es una de las áreas en las cuales el interés de Lucas por la cultura japonesa (en particular de los guerreros samurái) se pone de manifiesto. Según John Mollo, el casco de Vader se tomó de los cascos alemanes de la Segunda Guerra Mundial.

## Intérpretes
David Prowse desempeñó el papel de Darth Vader: durante las voces de Vader, Lucas decidió reemplazar la voz de Prowse por la de James Earl Jones, en parte debido al fuerte acento de Prowse (originario del Oeste de Inglaterra). Lucas finalmente, le ofreció a Jones, hacer la voz de Vader en todas las películas de la trilogía; Jones se ha identificado estrechamente con el papel.
Para la escena de El Retorno del Jedi en que Luke le quita la máscara, Lucas optó por el actor Sebastian Shaw para retratar al recientemente reformado Sith.
En la versión en DVD de El Retorno del Jedi, dicha escena, así como la aparición final del fantasma de Vader fueron retocadas y se sustituyó a Sebastian Shaw por el actor Hayden Christensen.
El papel de Darth Vader ha sido desempeñado por muchos dobles, el más notable es el instructor de esgrima Bob Anderson. Anderson participa en todas las escenas de lucha de The Empire Strikes Back y  Return of the Jedi. En una entrevista a Mark Hamill, en 1983 dijo: "Bob Anderson fue el hombre que verdaderamente hizo de Vader en las escenas de lucha. Se supone que esto era un secreto pero, finalmente le dije a George que no creía que fuera justo. Bob trabajó muy duro y se merecía algo de reconocimiento. Es ridículo mantener el mito de que todo fue hecho por un solo hombre".
Para Revenge of the Sith, Hayden Christensen, que hizo de Anakin en la trilogía de precuela, vistió la armadura de Vader en lugar de Prowse. Pero Christensen era más bajo que Prowse y cierta perspectiva engañosa fue usada para hacerlo ver tan alto como este: el traje tenía extensiones en las botas y el casco; y algunas de las tomas de Vader en pie al lado de Palpatine fueron grabadas usando una perspectiva forzada.

### Actores
En las películas de George Lucas, Anakin Skywalker está interpretado por:
- David Prowse En los episodios: IV - A New Hope, V - The Empire Strikes Back y VI - Return of the Jedi.

- Sebastian Shaw (adulto) Edad: 45 años, en el Episodio VI: Return of the Jedi, Sebastian Shaw aparece desde el momento en que Vader se quita la máscara para volver a ser Anakin, y en forma incorpórea junto a Obi Wan Kenobi y Yoda al final de la película en la edición original. (En la edición especial para DVD de 2004 es reemplazado en un fotomontaje por Christensen).

- Jake Lloyd (niño) Edad: 9, en el Episodio I, La amenaza fantasma

- Hayden Christensen (joven y adulto) Edad: 19, 22 y 32, en los Episodios II, El ataque de los clones, III, La venganza de los Sith, y próximamente en la serie de Obi-Wan Kenobi respectivamente. También, en la edición especial de la primera trilogía, Hayden aparece en forma incorpórea en el final del Return of the Jedi, substituyendo así a Sebastian Shaw.

El actor Spencer Wilding interpretó al personaje en la película Rogue One: una historia de Star Wars, aunque la voz original durante el filme fue interpretada por James Earl Jones.

### Voz y doblaje
- James Earl Jones (inglés).

- Constantino Romero (Español de España).

- Carlos Petrel (1° doblaje en español americano) - En Episodio IV.

- Isidro Olace (1º doblaje en español americano). - En Episodio V y Episodio VI.

- Federico Romano (2º doblaje en español americano) - En Episodio III, Episodio IV, Episodio V y Episodio VI. (como Darth Vader)

- Irwin Daayan (doblaje en español americano) - En Episodio II, Episodio III, Star Wars: Guerras Clónicas y Star Wars: La Guerra de los Clones (película y serie). (como Anakin Skywalker)

- Sebastián Llapur (3º doblaje en español americano) - Star Wars Rebels y Rogue One: una historia de Star Wars. (como Darth Vader)